# Un amour de parapluie
Pour plus de détails, voir Fiche technique et Distribution.
Un amour de parapluie est un moyen métrage français réalisé par Jean Laviron, sorti en 1951.

## Synopsis
Un canadien visite Paris et espère trouver une petite amie française. Pour pallier sa timidité, un ami lui conseille de pratiquer le « coup du parapluie » mais la stratégie n'opère qu'en cas de pluie.

## Fiche technique
- Réalisation : Jean Laviron
- Scénario : Paul Armont, dialogues de Paul Brive
- Photographie : Marcel Weiss
- Musique : André Lavagne
- Pays : France
- Format : Noir et blanc  - 1,37:1 - 35 mm - Son mono
- Genre : Court-métrage comique
- Durée : 40 minutes
- Année : 1951
- Affiche : Duccio Marvisi (France)

## Distribution
- Jacques-Henry Duval : le touriste canadien
- Noël Roquevert : l'ami du touriste canadien
- Denise Provence : la femme de l'ami du touriste
- Armand Bernard
- Robert Berri
- Louis de Funès
- Lucienne Granier
- André Numès Fils
- Geneviève Morel
- Pagès
- Marion Tourès